# جوني موريس (لاعب كرة قدم أمريكية)
جوني موريس (بالإنجليزية: Johnny Morris)‏ هو لاعب كرة قدم أمريكية أمريكي، ولد في 26 سبتمبر 1935 في لونغ بيتش في الولايات المتحدة.

## وصلات خارجية
- جوني موريس على موقع مرجع كرة القدم المحترفة.كوم (الإنجليزية)